# Пертті Карпінен
Пертті Карпінен (фін. Pertti Karppinen, 17 лютого 1953) — фінський академічний веслувальник.
Олімпійський чемпіон 1976, 1980, 1984 років в одиночці, учасник 1988, 1992 років.
Чемпіон світу 1979, 1985 років в одиночці, срібний призер 1977 (одиночки), 1981 (парні двійки), 1986 (одиночки) років, бронзовий призер 1987 року в одиночці.